# أناتولي ألكسندروف نانكوف
أناتولي ألكسندروف نانكوف (بالبلغارية: Анатоли Нанков)‏ (مواليد 15 يوليو 1969) هو لاعب كرة قدم. يلعب مع منتخب بلغاريا لكرة القدم. سبق له أن لعب في كأس العالم لكرة القدم مع منتخب بلاده.

## روابط خارجية
- أناتولي ألكسندروف نانكوف على موقع الاتحاد الدولي (مؤرشف)  (الإنجليزية)
- أناتولي ألكسندروف نانكوف على موقع قاعدة بيانات كرة القدم.إي يو (الإنجليزية)
- أناتولي ألكسندروف نانكوف على موقع ناشيونال فوتبول تيمز (الإنجليزية)
- أناتولي ألكسندروف نانكوف على موقع Soccerway.com (الإنجليزية)